# Sperling (Fernsehreihe)
Sperling ist eine Kriminalfilmreihe des Zweiten Deutschen Fernsehens mit Dieter Pfaff in der Titelrolle, gedreht zwischen 1996 und 2007 in Deutschland.

## Besetzung
Benno Fürmann, Petra Kleinert,  Anna Böttcher sowie Philipp Moog, Gesche Tebbenhoff und Carin C. Tietze verkörperten unter anderem Teammitglieder des unkonventionellen Kriminalhauptkommissars. Der Schauspieler Hans-Joachim Grubel gehörte von der ersten bis zur 16. Folge zum Ermittlungsteam. Als er im August 2004 überraschend starb, wurde sein Tod in der vorvorletzten Folge der Reihe in die Handlung eingebaut.

Ende Juni 2007 wurde bekannt, dass die 18. Folge Sperling und die kalte Angst, die bereits im März des gleichen Jahres gesendet wurde, die Letzte war. Eine Ankündigung, dass die Serie eingestellt werde, gab es zuvor nicht. Dieter Pfaff erklärte im Juli 2007, dass er für die Rolle nicht mehr zur Verfügung stehe, weil er die Figur für „auserzählt“ halte.

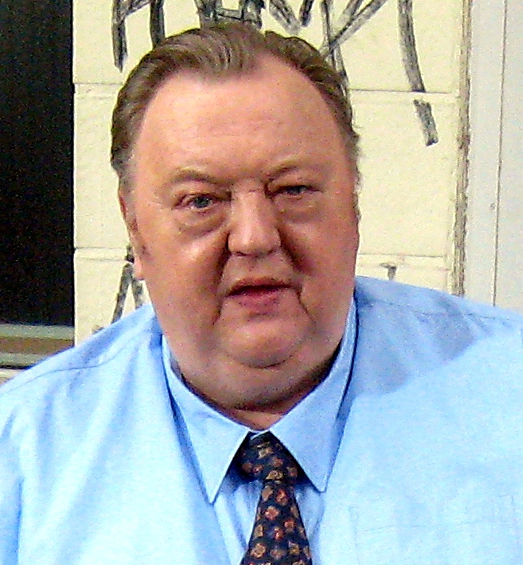
Dieter Pfaff
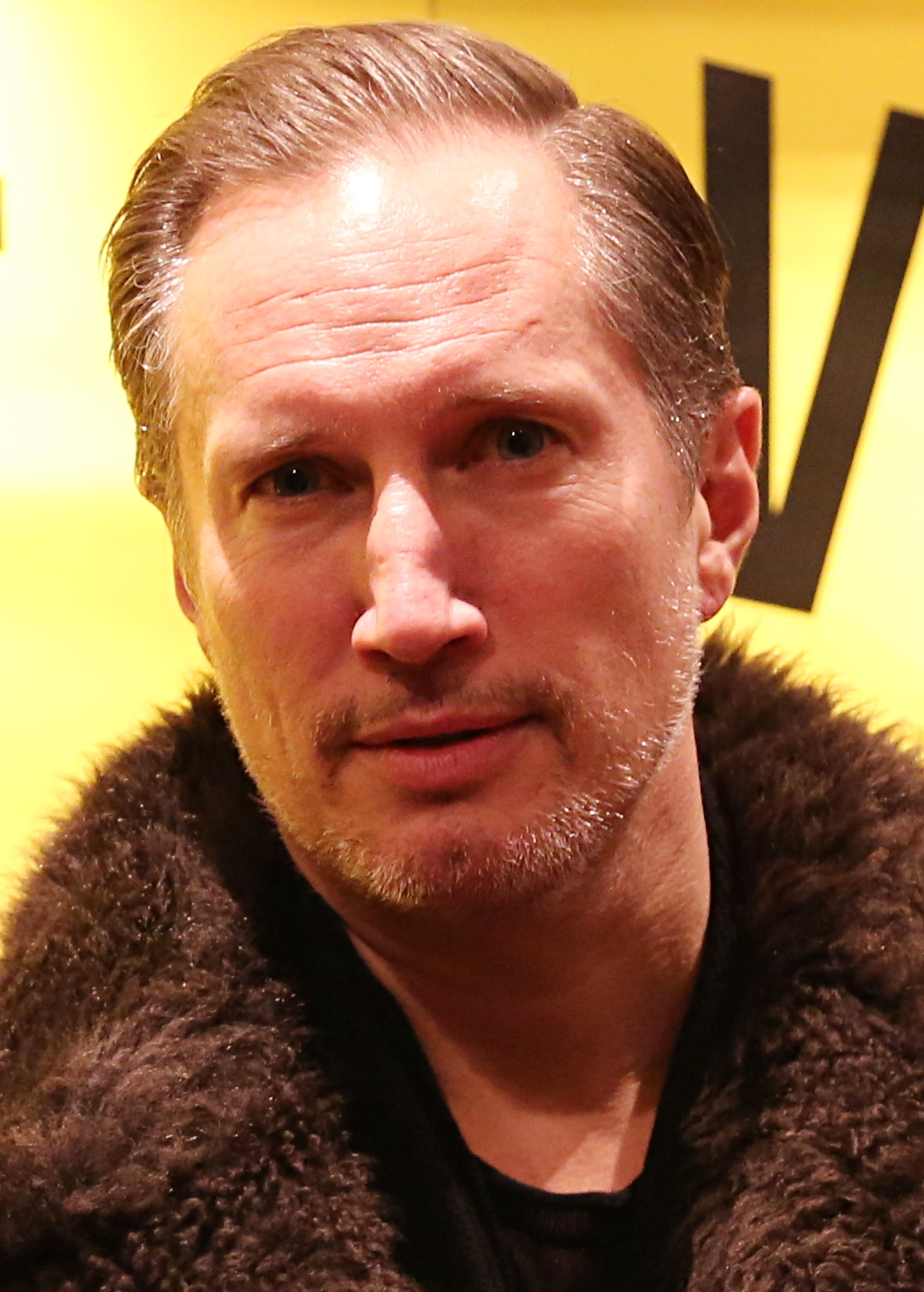
Benno Fürmann
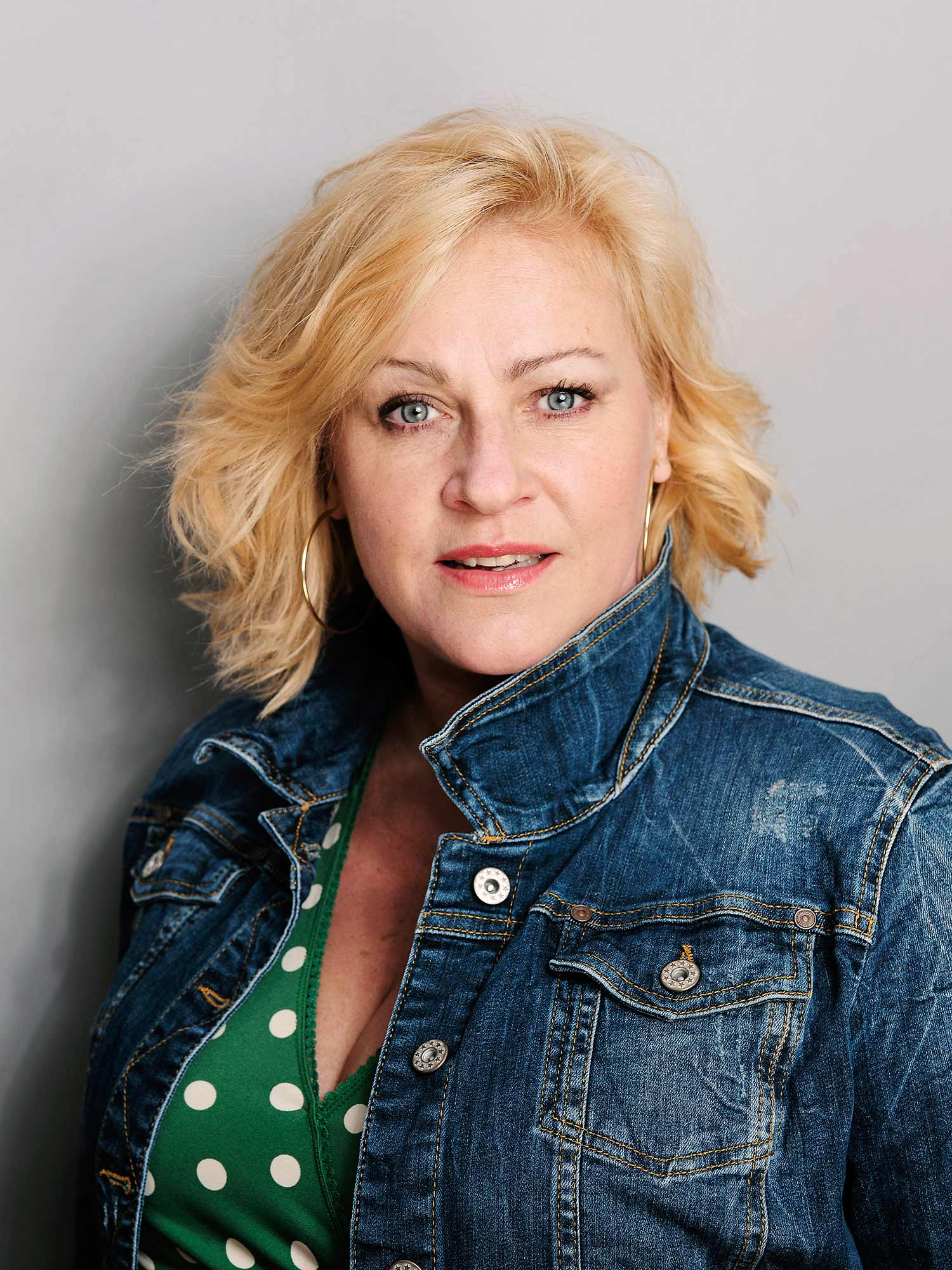
Petra Kleinert
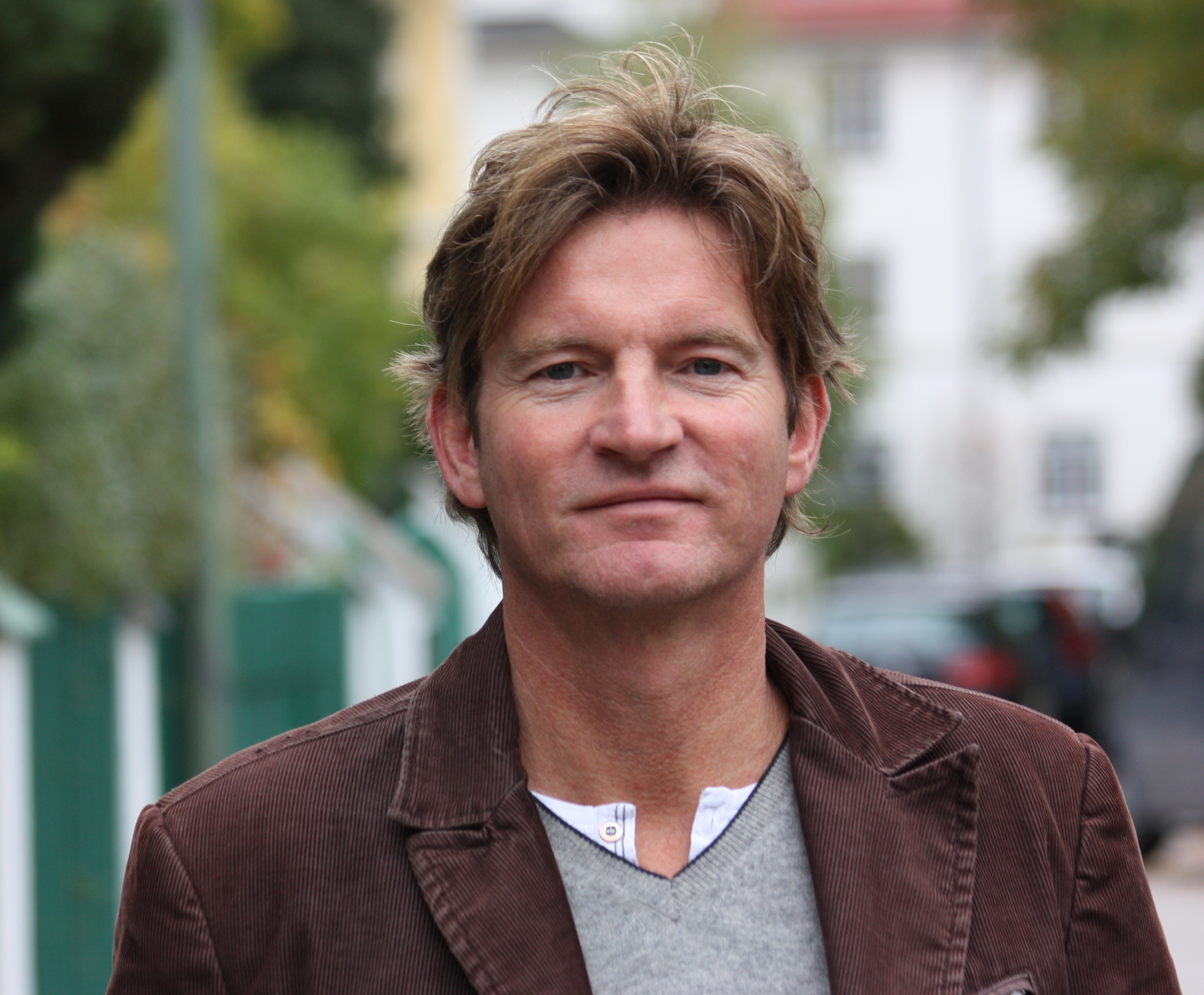
Philipp Moog
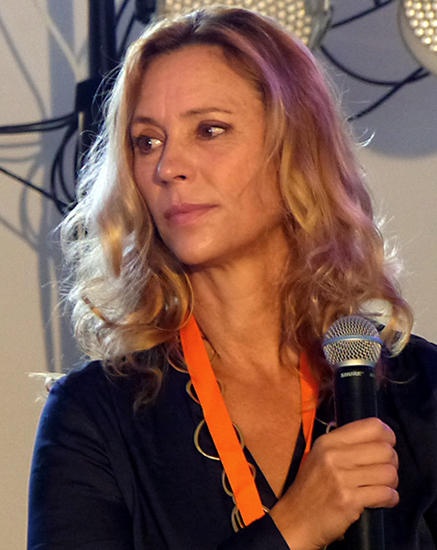
Carin C Tietze

| Rollenname       | Schauspieler        | Folgen    |
| ---------------- | ------------------- | --------- |
| Hans Sperling    | Dieter Pfaff        | 1–18      |
| Norbert Wachutka | Hans-Joachim Grubel | 1–15      |
| Karsten Rohde    | Benno Fürmann       | 1–7       |
| Vera Kowalski    | Petra Kleinert      | 1–7       |
| Waltraud Schütze | Anna Böttcher       | 1–17      |
| Falk Hoffmann    | Philipp Moog        | 10, 13–18 |
| Kerstin Sprenger | Gesche Tebbenhoff   | 9–14      |
| Marie Winter     | Carin C. Tietze     | 14–18     |
| Walter Lichowski | Felix Eitner        | 9         |

## Inhaltsübersicht
Hans Sperling ist mit Leib und Seele Polizist. Er hat sich im Laufe der Zeit zum Kriminalhauptkommissar hochgearbeitet und leitet inzwischen die Ermittlungsgruppe Schwerkriminalität in der Hauptstadt Berlin. Ein Schicksalsschlag besonderer Art war für den unkonventionellen Beamten der Freitod seiner Frau Jutta, die vom Europacenter in den Tod sprang. Sperling hat zwar gelernt mit diesem Schicksalsschlag umzugehen ohne verbittert zu werden, leidet jedoch darunter, dass seine Tochter sich von ihm abgewandt hat. Sie glaubt, dass ihr Vater, der durch seinen beruflichen Einsatz fast nie Zeit für seine Familie hatte, den Tod ihrer Mutter zu verantworten hat.
Sperling ist trotz seines Berufes nicht zum Zyniker geworden und hat sich die Fähigkeit bewahrt, die Menschen zu lieben und sich ihnen ohne Ansicht der Person zuwenden zu können. Das Schicksal eines Menschen berührt ihn und er hat ein besonders Gespür für Zwischentöne. Diese Eigenschaften lassen ihn zu einem besonderen Ermittler werden. Seine Fähigkeit, sich auch in Täter hineinversetzen und deren Beweggründe nachvollziehen zu können, führt ihn immer wieder zur Lösung eines Falles. Sperling ruht in sich selbst, wenn er eine Spur verfolgt, tut er dies mit großer Beharrlichkeit. Eine schnelle fast schon auf der Hand liegende Lösung macht ihn misstrauisch, sodass er weitere Ermittlungen anstellt, wenn er davon überzeugt ist, dass in diesem Fall etwas nicht stimmen kann.

## Episodenliste
| Nr. | Originaltitel                          | Erstausstrahlung | Regie                 | Drehbuch                        |
| --- | -------------------------------------- | ---------------- | --------------------- | ------------------------------- |
| 1 | Sperling und das Loch in der Wand      | 2. März 1996     | Dominik Graf          | Rolf Basedow                    |
| Durch Zufall fällt Sperling und seinem Team ein Bankräuber direkt in die Hände. Der eigentlich Unbescholtene stand aber unter Druck: Die Spur führt in die illegale Spielerszene, zu den eigentlichen Drahtziehern des Überfalls.                                                         |                                        |                  |                       |                                 |
| 2 | Sperling und der gefallene Engel       | 1. Feb. 1997     | Kai Wessel            | Rolf Basedow                    |
| Eine Serie von Einbrüchen wird verübt. Nachdem Sperling auch noch Zeuge eines Überfalls auf einen Schausteller wird, deutet alles auf einen bestimmten Täter hin, aber ganz so einfach scheint der Fall nicht zu liegen.                                                                  |                                        |                  |                       |                                 |
| 3 | Sperling und die verlorenen Steine     | 1. März 1997     | Guido Pieters         | Rolf Basedow                    |
| Ein offenbar beliebter, älterer Mann wird erschossen, in seiner Jacke finden sich alte Edelsteine. Sperling findet Verbindungen zum Verschwinden jüdischen Besitzes im Zweiten Weltkrieg.                                                                                                 |                                        |                  |                       |                                 |
| 4 | Sperling und sein Spiel gegen alle     | 5. Apr. 1997     | Torsten C. Fischer    | Claudia Holldack & Rolf Basedow |
| Eigentlich soll das Team um Sperling nur die Räumung eines besetzten Hauses beobachten. Stattdessen werden sie Zeugen eines Banküberfalls. Zunächst scheint es, der Fall sei leicht in den Griff zu bekommen, dann aber erfolgt eine Geiselnahme und Sperling gerät zwischen die Fronten. |                                        |                  |                       |                                 |
| 5 | Sperling und die Tote aus Vilnius      | 17. Apr. 1998    | Kai Wessel            | Burt Weinshanker                |
| Bei einer Wohnungsbesichtigung wird Sperling niedergeschlagen. Welche Rolle spielt Lilli Spiegel bei dem Überfall? Und was hat die gebürtige Litauerin zu verbergen? |                                        |                  |                       |                                 |
| 6 | Sperling und der falsche Freund        | 24. Apr. 1998    | Guido Pieters         | Jürgen Pomorin                  |
| Sperling macht die Bekanntschaft von Sabri, der seine Freundin Zenia aus einem Striplokal herausbekommen möchte. Aber das Verhältnis der beiden scheint belastet zu sein. |                                        |                  |                       |                                 |
| 7 | Sperling und der brennende Arm         | 23. Okt. 1998    | Dominik Graf          | Rolf Basedow                    |
| Zunächst ist es nur ein Streit in Sperlings Bar, am nächsten Tag aber gibt es eine wüste Kneipenschlägerei, deren Grund sich nur nach und nach erfahren lässt. |                                        |                  |                       |                                 |
| 8 | Sperling und das schlafende Mädchen    | 24. Okt. 1998    | Juraj Herz            | Marie Graf                      |
| Bei einem Überfall wird ein Tankwart verletzt. Die beiden Täter werden gefasst, aber welche Rolle spielt Jule, die Sperling in einer Disko offenbar wiedererkennt? |                                        |                  |                       |                                 |
| 9 | Sperling und das große Ehrenwort       | 16. Dez. 2000    | Sibylle Tafel         | Hartmann Schmige                |
| Ein Wachmann wird bei einem Überfall erschossen. Die einzige Zeugin gibt Hinweise auf einen Vorbestraften, aber ist er auch der Täter? |                                        |                  |                       |                                 |
| 10 | Sperling und das Krokodil im Müll      | 31. März 2001    | Peter Schulze-Rohr    | Philipp Moog & Frank Röth       |
| Ein Junge verschwindet. Außerdem fahndet Sperling nach den Drahtziehern von Drogengeschäften. |                                        |                  |                       |                                 |
| 11 | Sperling und das letzte Tabu           | 3. Aug. 2001     | Peter Schulze-Rohr    | Norbert Ehry                    |
| Der Journalist Kohnart wird nach seiner Feier ermordet aufgefunden. War es Selbstmord? Welche Rolle spielen seine Töchter? |                                        |                  |                       |                                 |
| 12 | Sperling und der stumme Schrei         | 9. März 2002     | Marcus O. Rosenmüller | Ralph Bohn & Christine Boock    |
| Auch im Urlaub lässt Sperling das Ermitteln nicht: Bei Familie Gehricke auf Usedom hat es gebrannt, was steckt dahinter? |                                        |                  |                       |                                 |
| 13 | Sperling und der Mann im Abseits       | 5. Apr. 2003     | Marcus O. Rosenmüller | Philipp Moog & Frank Röth       |
| Diesmal ist kein Mord zu lösen, aber es gibt Schwierigkeiten mit einem Kollegen von der Schutzpolizei. |                                        |                  |                       |                                 |
| 14 | Sperling und die Angst vor dem Schmerz | 29. Aug. 2003    | Marcus O. Rosenmüller | Norbert Ehry                    |
| Eine Entführung von Geschwistern mit hoher Lösegeldforderung kommt Sperling bald seltsam vor. Mithilfe eines ehemaligen Entführungsopfers versucht er, den Tätern auf die Spur zu kommen.                                                                                                 |                                        |                  |                       |                                 |
| 15 | Sperling und die letzte Chance         | 10. Jan. 2004    | Thomas Jahn           | Lars Becker & Thomas Jahn       |
| Sperling wird von seinem alten Freund und Kollegen Blau zur Hochzeit eingeladen, allerdings nicht ohne Hintergedanken. |                                        |                  |                       |                                 |
| 16 | Sperling und der Fall Wachutka         | 21. Okt. 2005    | Thomas Jahn           | Thomas Jahn                     |
| Sperlings Kollege Wachutka wird auf offener Straße ermordet. Die Spur führt ins Rotlichtmilieu: Wachutka hatte ein mazedonisches Mädchen aus der Szene geholt und versteckt. |                                        |                  |                       |                                 |
| 17 | Sperling und die Katze in der Falle    | 26. Nov. 2005    | Friedemann Fromm      | Günter Schütter                 |
| Wieder ist ein Junge verschwunden, der Sohn eines Haushälterehepaars. Hat ihr reicher Arbeitgeber etwas mit dem Fall zu tun? |                                        |                  |                       |                                 |
| 18 | Sperling und die kalte Angst           | 10. März 2007    | Uwe Janson            | Uwe Janson                      |
| Bei einer Abhöraktion kommen verschiedene Informationen zutage. Berlin scheint von einem Terroranschlag bedroht. |                                        |                  |                       |                                 |

## DVD-Veröffentlichung
- Die komplette Reihe erschien am 10. April 2015 auf DVD, herausgegeben von der Edel Germany GmbH.[4]

## Auszeichnungen
- Die Folge Sperling und das Loch in der Wand wurde mit dem Adolf-Grimme-Preis 1997 ausgezeichnet; Regisseur Dominik Graf und Kameramann Benedict Neuenfels erhielten persönliche Auszeichnungen.

- Die Folge Sperling und der brennende Arm wurde 1999 mit dem bayerischen Fernsehpreis und dem Fernsehfilmpreis der Deutschen Akademie der Darstellenden Künste ausgezeichnet.